# Alois Höllriegl
Alois Höllriegl (ur. 17 kwietnia 1909, zm. 29 października 1948 w Landsberg am Lech) – zbrodniarz hitlerowski, członek załogi niemieckiego obozu koncentracyjnego Mauthausen-Gusen i SS-Unterscharführer.
Austriak z pochodzenia, członek NSDAP od lipca 1938. Do SS należał od kwietnia 1938, a do Waffen-SS od 7 września 1939. 1 lutego 1940 Höllriegl rozpoczął służbę w kompleksie obozowym Mauthausen-Gusen i przebywał tam aż do 2 maja 1945. Początkowo (do 1 stycznia 1942) był strażnikiem, a następnie zastępcą blokowego (Blockführera) w obozie głównym w Mauthausen. 1 września 1943 przeniesiono go na stanowisko zastępcy blokowego w podobozie Wiener-Neudorf. W dniach 2–12 kwietnia 1945 brał udział w ewakuacji tego podobozu. Wreszcie w kwietniu 1945 Höllriegl powrócił do obozu głównego, by ponownie objąć stanowisko zastępcy blokowego.
W czasie swojej obozowej służby wielokrotnie znęcał się nad podległymi mu więźniami, dopuszczał się również morderstw. Tak było między innymi podczas marszu śmierci z Wiener-Neudorf do Mauthausen w kwietniu 1945, gdy rozstrzeliwał więźniów niezdolnych do dalszej drogi. Po zakończeniu wojny Alois Höllriegl został osądzony przez amerykański Trybunał Wojskowy w Dachau w procesie załogi Mauthausen (US vs. Ernst Walter Dura i inni) i skazany na śmierć. Wyrok wykonano przez powieszenie w więzieniu Landsberg pod koniec października 1948.